# Cyphochilus marginalis
Cyphochilus marginalis är en skalbaggsart som beskrevs av Leon Fairmaire 1902. Cyphochilus marginalis ingår i släktet Cyphochilus och familjen Melolonthidae. Inga underarter finns listade i Catalogue of Life.